# George Adamski

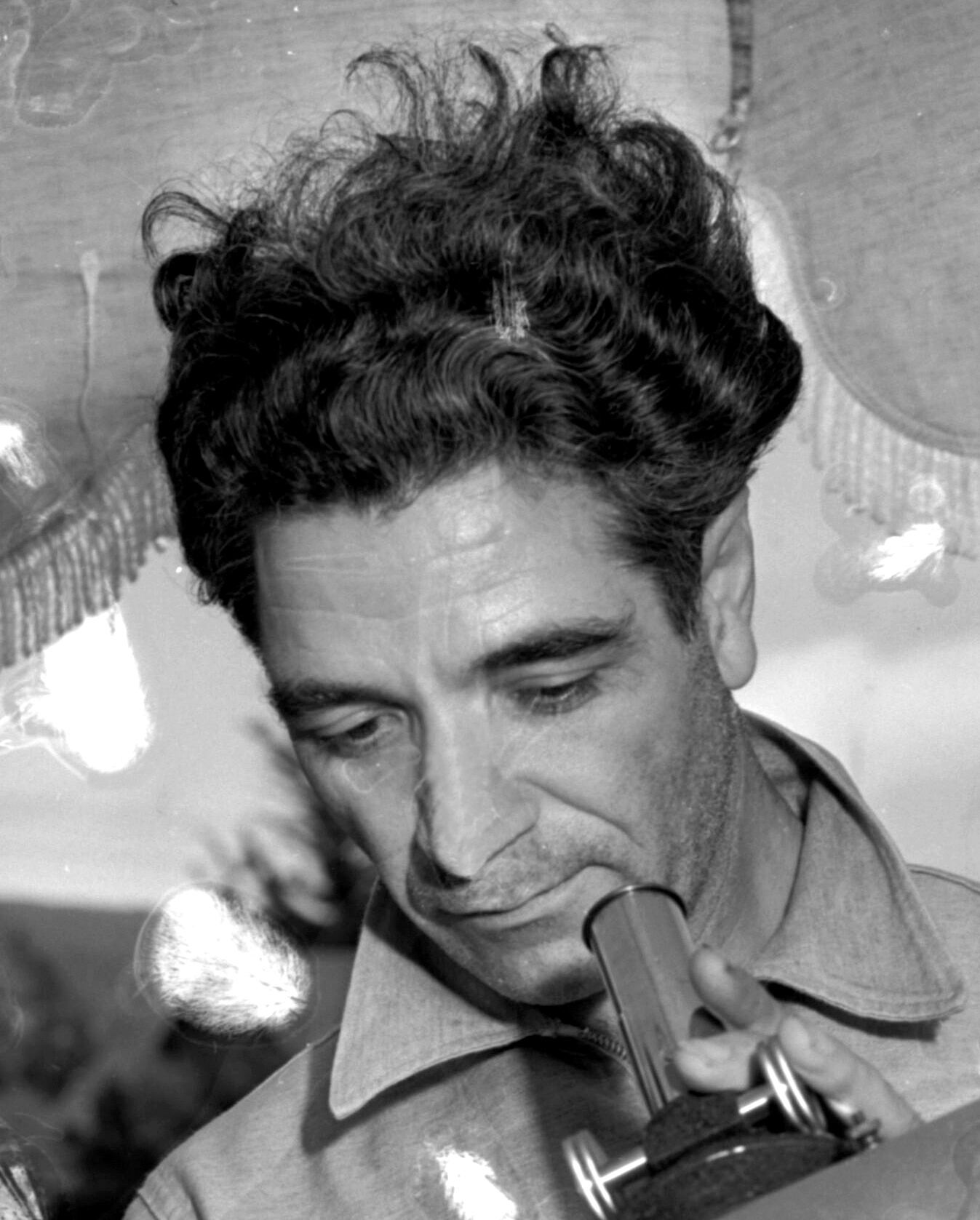
Adamski am Teleskop (1938)

George Adamski (* 17. April 1891 in Bromberg (seinerzeit preußische Provinz Posen, Deutsches Kaiserreich, heute Polen); † 23. April 1965 in Silver Spring, Maryland, USA) war ein US-amerikanischer Science-Fiction-Schriftsteller und Ufologe polnischer Herkunft.

## Ufologe

Flying saucer against night sky as 1935 Sears lantern

Adamski war der erste „Kontaktler“, also jemand, der öffentlich behauptete, Außerirdischen begegnet zu sein. Nach eigenen Angaben traf er am 20. November 1952 in der Nähe von Desert Center, Kalifornien, den Venusier Orthon, der in einer Fliegenden Untertasse gelandet war. Adamski verständigte sich mit Orthon telepathisch und durch Handzeichen. Der Venusier trug schulterlanges, blondes Haar, hatte eine glatte Haut, trug keinen Bart und war knapp unter 1,70 m groß. Bekleidet war er mit einer Art Skianzug. Orthon erklärte Adamski, dass die "Weltraum-Menschen" (Space People) freundliche Absichten besäßen, allerdings wegen der irdischen Atomversuche beunruhigt seien. Als Zeuge für die Begegnung trat unter anderem George Hunt Williamson auf. Später folgten Kontakte zu anderen Außerirdischen wie dem Marsianer Firkon und dem Saturnier Ramu. Diese Treffen schilderte Adamski in seinem Werk Inside the Space Ships von 1955.
1959 besuchte Adamski Europa, wo er unter anderem von Königin Juliana der Niederlande und Papst Johannes XXIII. empfangen wurde. Inzwischen behauptete Adamski auch, mit einem Raumschiff um den Mond geflogen zu sein und auf der Rückseite Städte, Wälder, Seen und schneebedeckte Berge gesehen zu haben. Ein Auftritt in Zürich Ende Mai des Jahres geriet zum Skandal, als Studenten mehrerer Hochschulen sich über seine unwissenschaften Behauptungen empörten und seinen Vortrag derartig störten, dass die Polizei eingreifen musste und die Veranstaltung abbrach.
Schon vor 1952 war er als UFO-Sichter in Erscheinung getreten. Adamski schrieb mehrere Bücher rund um seine angeblichen Treffen mit Außerirdischen, die ihn auf interplanetare Reisen mitgenommen haben sollten. Einige seiner Werke wurden zu Bestsellern, etwa Flying Saucers Have Landed (1953, dt. Fliegende Untertassen sind gelandet), das er mit Desmond Leslie schrieb. Selbst Ufologen sahen seine Arbeit größtenteils als fiktiv an. Science-Fiction-Autor Arthur C. Clarke schrieb in seinem Roman 3001 – Die letzte Odyssee, dass Ufologen an der Adamski-Krankheit leiden würden. Adamski starb am 23. April 1965 an einem Herzinfarkt.

## Werke (Auswahl)
- Cosmic Philosophy (1961), self-published (reprinted 1972, Pine Hill Press OCLC 13371492)
- Flying Saucer Mystery, Warner Paperback Library, OCLC 4020003
- Flying Saucers Have Landed (1953), British Book Centre, ISBN 978-0-85435-180-0; published simultaneously in the UK by Thomas Werner Laurie (Reprinted various times) (dt. Fliegende Untertassen landen; Stuttgart, Zürich, Wien : Europa-Verlag, 1954)
- Flying Saucers Have Landed, revised and enlarged edition (1970), Neville Spearman, UK, ISBN
- Inside the Space Ships (1955), Abelard-Schuman, OCLC 543169 (Reprinted 1967 as Inside the Flying Saucers, Warner Paperback Library, OCLC 1747128) Currently in print from the George Adamski Foundation (dt. Im Innern der Raumschiffe; Ventla, Wiesbaden, 3. erw. Aufl., 1989)
- Pioneers of Space: a Trip to the Moon, Mars and Venus (1949), Leonard-Freefield, OCLC 4722893 (Reprinted 2008, Inner Light/Global Communications)
- Wisdom of the Masters of the Far East (1936), Royal Order of Tibet (reprinted 1974, 2000, Health Research)